# Henriettea lasiostylis
Henriettea lasiostylis är en tvåhjärtbladig växtart som beskrevs av Pilg.. Henriettea lasiostylis ingår i släktet Henriettea och familjen Melastomataceae. Inga underarter finns listade i Catalogue of Life.